# Kaag (Schiffstyp)

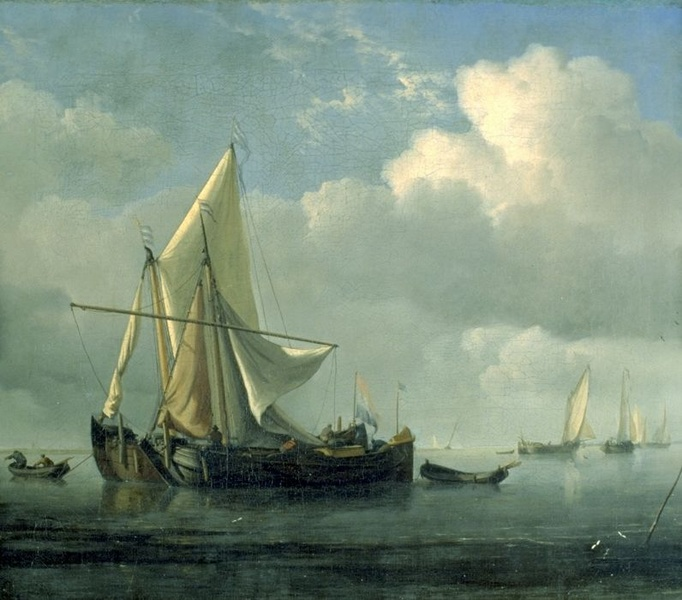
Vergleich zwischen einer Kaag, im Vordergrund, und einem Kromsteven, dahinter liegend, auf einem Gemälde von Willem van de Velde d. J.

Als Kaag, auch Kaagh (alte Schreibweise) oder Koeg (frz. Cague, engl. Lighter) wurden Wasserfahrzeuge des Küstensaums und der Binnengewässer der Niederlande, Nordwestdeutschlands und des nördlichen Dänemarks bezeichnet. Sie sind bis in das 19. Jahrhundert nachweisbar. Neben den Wijd- und Smalschepen war die Kaag eines der häufigsten Arbeitsfahrzeuge der Region und wurde entsprechend häufig in der zeitgenössischen Kunst dargestellt.

## Ursprung und Entwicklung
Über die Ursprünge des Typs sind keine gesicherten Erkenntnisse vorhanden. In der Forschung wird über eine etymologische Ähnlichkeit und über die ähnliche Form des Vorstevens eine schiffbauliche Herkunft von der Kogge angenommen. Allerdings wird auch die Herkunft der Kogge von der Kaag in der Literatur vertreten. Und wieder andere verweisen auf eine Auflistung von 1506, in der Schiffe der Flotte von Gelderland aufgezählt werden und dabei kagen und koggen unterscheidet.

Es gibt einige wenige friesische Funde, die für eine Verbreitung im Bereich des Limfjordes sprechen und Rückschlüsse auf die Merowingerzeit (5. Jahrhundert bis 751) zulassen. Für den Nordseeraum wird die Existenz der friesischen Kaag vor der Wikingerzeit (800–1050 n. Chr.) angenommen. Ein weiteres regionales Vorkommen wird von Fachleuten vor dem frühen 11. Jahrhundert für den Bereich der Schlei vermutet.

Im Laufe des 17. Jahrhunderts wurde die Rumpfform so verändert, dass sie sich den steuerlich günstigeren Rumpfverhältnissen anderer Typen annäherte. Dadurch verschwanden deutliche und eigentümliche Merkmale der Kaag. Diesen Hinweis auf die Entwicklung eines Schiffstyps durch steuerliche Anreize ist durch den Amsterdamer Bürgermeister Nicolaas Witsen vermittelt worden.
Im Laufe des 18. Jahrhunderts näherte sich der Typ weiter anderen Formen an und ging in die Gruppe der Tjalken auf, es ist aber bis ins 19. Jahrhundert die Existenz des Schiffstyps Kaag belegt.
Aufgrund seiner weiten Verbreitung ist er im 17. Jahrhundert in der niederländischen Kunst häufig dargestellt worden. Aus dem Zeitraum 100 Jahre zuvor ist noch keine Darstellung bekannt, sondern lediglich schriftliche Zeugnisse sind nachweisbar. Im 18. Jahrhundert scheint die Bedeutung abgenommen zu haben, da deutlich weniger Darstellungen bekannt sind. Allerdings sind aus diesem Jahrhundert erste Modelle von Kagen bekannt. Inwieweit diese zeitgenössisch oder eher rekonstruktiv sind, ist heute nicht mehr erkennbar.

## Verwendungszweck und Verwendungsgebiete

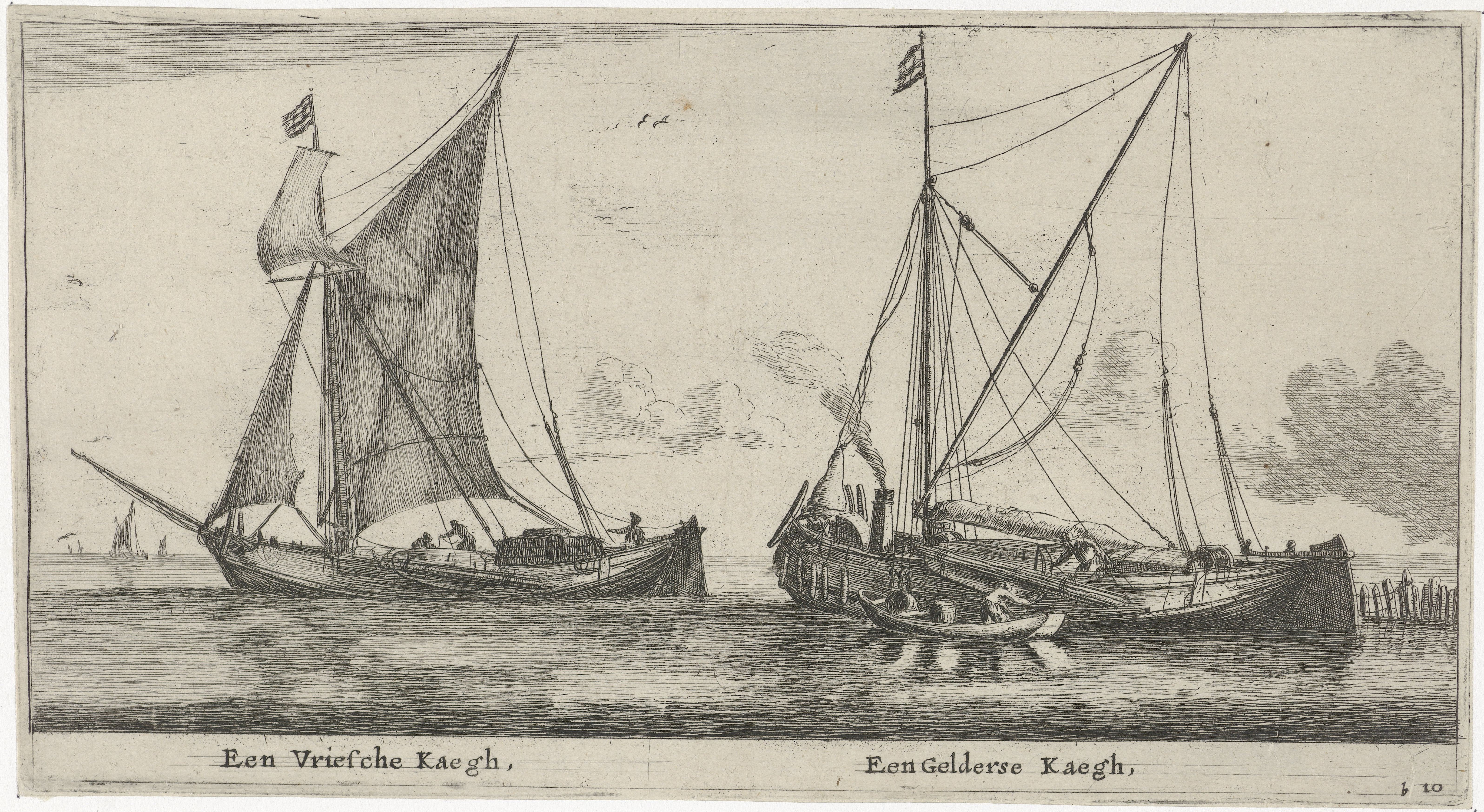
Zwei verschiedene Formen und regionale Varianten einer Kaag; nach Reinier Zeeman

Die Kaag ist ein Binnenfahrzeug, das in den Niederlanden, in Nordwestdeutschland mit Unterelbe, Rhein und auf der Schlei fuhr. Auch gehen Fachleute von einer Verwendung im Limfjord aus.
Der Typ wurde möglicherweise auch als Beurtfahrer verwendet. Das sind konzessionierte Schipper, die zu bestimmten Tagen und zu bestimmten Orten mit Waren aller Art fahren durften. Allerdings werden auch die verwendeten Fahrzeuge meist nur als Beurtfahrer bezeichnet, ohne dass die tatsächlich verwendeten Typen genauer bezeichnet werden. So ist es nicht immer deutlich, welchen Typ der konzessionierte Schipper verwendete.
Kagen wurden am häufigsten im Fährverkehr der Region um Amsterdam bis nach Texel, auf dem Rhein bis nach Wesel und im Leichtern der Seeschiffe auf der Reede von Texel verwendet.

## Konstruktive Merkmale

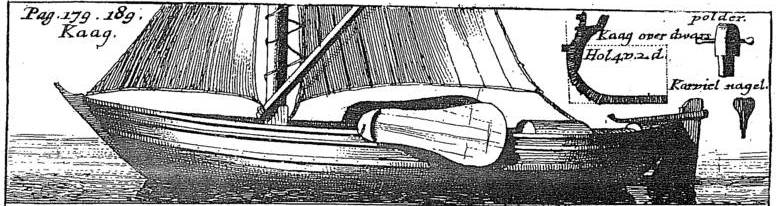
Darstellung einer Kaag bei Witsen

Bis zum Ende des 17. Jahrhunderts zeigen die zeitgenössischen Darstellungen einen Rumpf ähnlich dem modernen Typ der niederländischen Hengst. Markant ist der gerade und stark fallende Vorsteven mit einem schmalen Vorschiff. Darin unterscheidet sich dieser Typ von anderen zeitgenössischen Formen. Dadurch ist die Tragfähigkeit dieses Typs geringer, als bei anderen Typen. Die weitere Ausstattung mit Seitenschwertern, mit einem Stevenruder, das über den Stevenkopf und die Beplankung geht, hat er mit anderen Typen gemeinsam. Auch das Ruf oder roof (dt. Dach) ist ein Merkmal verschiedener Schiffs- und Bootsformen. Besonders bei Fährschiffen war es sogar vorgeschrieben. Hier sollte weniger die Besatzung Schutz finden, als vielmehr der Passagier. Der Boden des Fahrzeuges ist als Plattboden ausgeführt und so den flachen Fahrwassern angepasst.

Das Ladungsvermögen ändert sich mit der vorgesehenen Verwendung, als Fährkaag sind Angaben mit 6 Lasten bekannt und als Leichter sind bis zu 100 tons für 1831 erwähnt. Dementsprechend variiert auch die Länge. Es sind aber nur einzelne verstreute Angaben bekannt: So erwähnt Ake Ralamb für eine holländische Kaag 54 schwedische Fuß, bei Witsen sind 47 Fuß in einem Zerter genannt. Im Jahr 1657 werden für die Fahrt von Rotterdam nach Dordrecht von den Kagen die Mindestlänge von 28 Fuß gefordert. Jüngere Angaben sind 13 Meter und 15–18 Meter.

## Sonstiges
Der Fahrzeugführer, der auch der Eigner sein konnte, wurde Kaagmann genannt. Dieser Beruf konnte sogar zu einem Familiennamen führen.